# Trikut Pahar

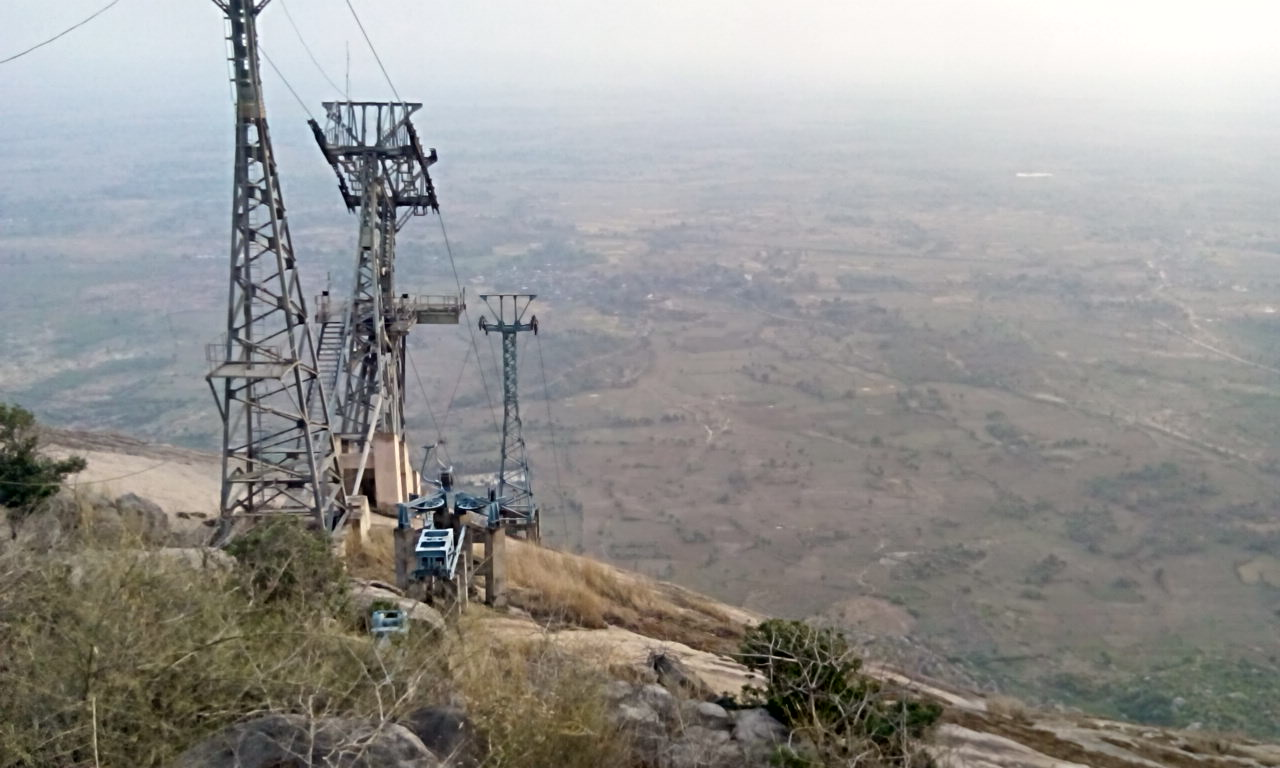
Seilbahn Trikut Pahar

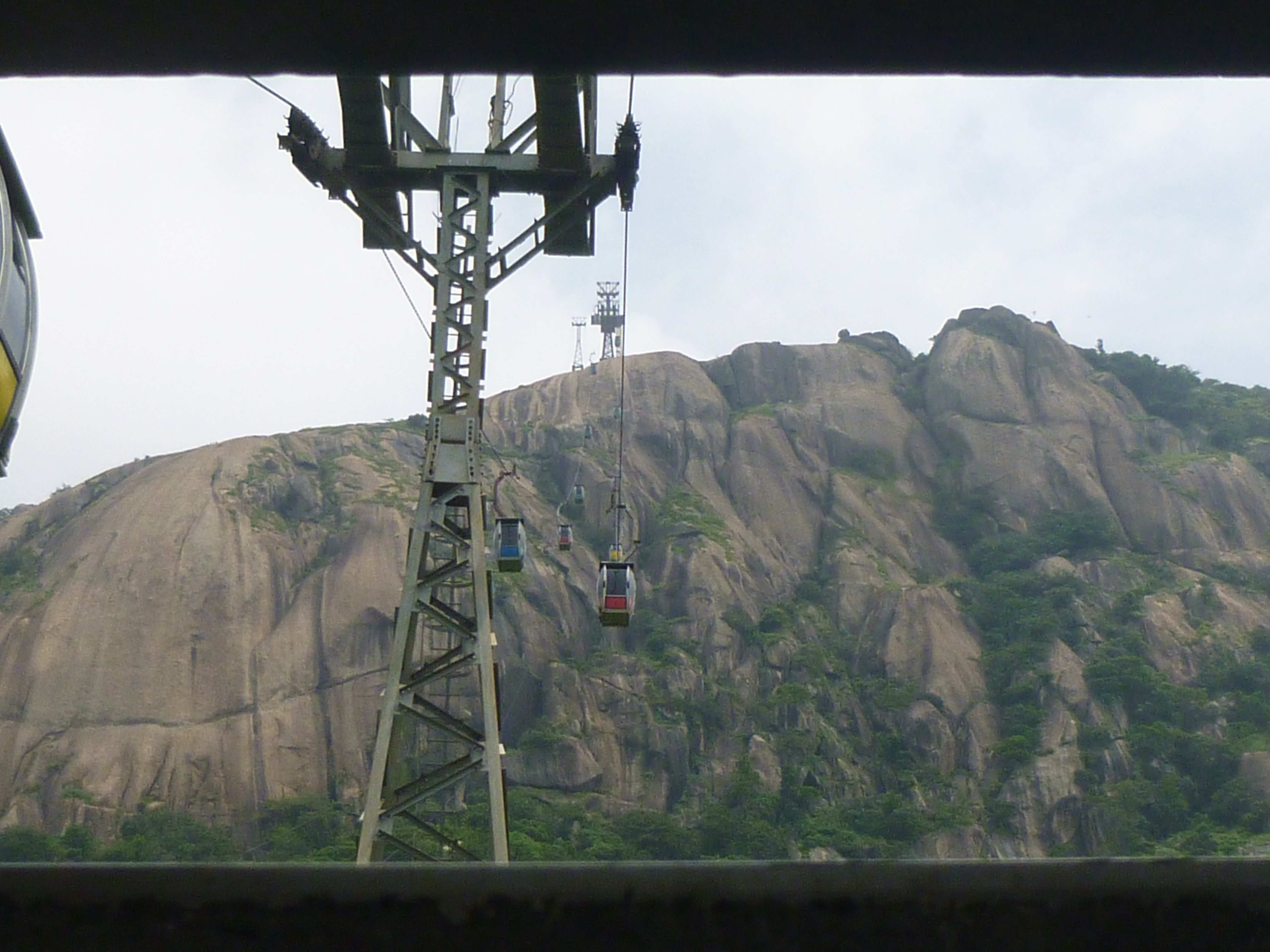

Trikut Pahar (auch: Trikut Parvat, Hindi त्रिकुट पर्वत, englisch Trikut Hills, deutsch Trikut-Berge) ist ein Bergmassiv und hinduistischer Wallfahrtsort, in der Nähe der Stadt Deoghar  im Distrikt Deoghar im indischen Bundesstaat Jharkhand.

## Lage
Die Stadt Deoghar ist im Westen etwa 15 Kilometer entfernt. Zwischen Deoghar und dem Trikut Pahar liegt Tapovan, etwa 10 Kilometer westlich des Trikut Pahar, welches für die Tempel Taponath Mahadev und einen Tempel des Hanuman bekannt ist. Im Norden führt die Straße NH 133 am Massiv vorbei, im Süden die Straße NH 114A.
Beim Trikut Pahar entspringt der Mayurakshi River, der durch Jharkhand und durch die Distrikte von Birbhum und Murshidabad in Westbengalen fließt, bevor er in den Hooghly River mündet.

## Berggipfel
Das Bergmassiv hat drei Hauptgipfel. Der Hauptgipfel hat eine Höhe von rund 753 Meter (2470 Fuß). Die drei Hauptgipfel sollen die heilige Dreiheit Brahma, Vishnu und Shiva (Mahesh) darstellen. Der Namensbestandteil Tri weist auf diese drei Gottheiten hin.

## Bedeutung
Trikut Pahar ist ein beliebtes Pilgerziel, Ausflugsziel und Wandergebiet bei Deoghar. Im Wald auf dem Hauptgipfel liegen der Tempel Trikutachal Mahadeva (auch: Trikut Parvat Temple) und der Saint DayAnandas Ashram (auch: Einsiedelei von Sage Dayananda). Da Deoghar auf etwa 252 m. ü. M. liegt, beträgt der Höhenunterschied 500 Meter (rund 1500 Fuß) und ist für viele Wanderer und Pilger gut bewältigbar. Von den drei Bergspitzen sind nur zwei erschlossen. Ein Weg und Stiegen führen am südlichen Ende des Massivs von Westen nach Osten über den Bergrücken. Der dritte Berggipfel ist wegen der steilen Hänge nicht begehbar.

## Trikut-Pahar-Seilbahn
Die Trikut-Pahar-Seilbahn befindet sich am südlichen Ende des Bergmassivs, ist rund 766 Meter (2512 Fuß) lang und damit die längste Bergbahn in Indien mit einer maximalen Neigung von 44°. Das Förderseil wurde 2014 erneuert und hat eine Länge von 1770 Meter. Im letzten Drittel führt die Seilbahn über einen steilen Felsabbruch. Die Seilbahn wurde 2003 zur Erleichterung des Besuchs des Hindu-Heiligtums erbaut, hat 25 geschlossene Kabinen, in denen maximal vier Personen befördert werden können. Die Fahrzeit beträgt 8 bis 10 Minuten. Die Seilbahnanlage wurde von der Fa. Damodar Ropeways and Infra Limited (DRIL) aus Kalkutta gebaut und seit 2014 auch betrieben. An die Regierung von Jharkhand musste eine jährliche „Lizenzgebühr“ bezahlt werden.
Am 10. April 2022, Sonntagabend um etwa 17.30 Uhr (Ortszeit), kam es zu einem Seilbahnunfall, als Seilbahnkabinen miteinander kollidierten, als nach derzeitigen Erkenntnissen das Förderseil entgleiste. Etwa 70 Seilbahnpassagiere waren zeitweise in den Kabinen eingeschlossen und mussten teilweise mit Helikoptern (Mi-17 der Indischen Luftstreitkräfte) gerettet werden. Eine Person wurde direkt beim Unfall getötet. Zwei weitere Personen wurden bei den Bergeaktionen getötet. Zahlreiche Personen wurden verletzt und mussten im Deoghar Sadar Hospital behandelt werden. Die Bergeaktion dauerte 45 Stunden. Während der Bergeaktion wurden die in den Seilbahnkabinen eingeschlossenen mittels Drohnen mit Essen und Trinken versorgt. Den Familien der bei der Bergung getöteten Personen sollen 500.000 Rupien (rund 6000 Euro) bezahlt werden (nach anderer Meldung 10 Millionen Rupien = rund 120.000 Euro). Den Familien der beim Unfall getöteten Personen will die Fa. Damodar Ropeways and Infra Limited (DRIL) je 2.500.000 Rupien (rund 30.000 Euro) als Entschädigung bezahlen. Zusätzlich will die Regierung von Jharkhand jeder der drei Familien 500.000 Rupien (rund 6000 Euro) bezahlen.
Gemäß offizieller Mitteilung war die Seilbahnanlage zwei Jahre wegen der COVID-19-Restriktionen der Regierung nicht in Betrieb. Am 7. März 2022 wurde der Betrieb wieder aufgenommen. Die Überprüfung und Freigabe der Seilbahnanlage erfolgt durch eine Regierungsbehörde am 22. März 2022. Nachdem in einigen indischen Medien nach dem Unfall von Mängeln an der Seilbahnanlage berichtet wurde, und dass Warnungen darüber von den zuständigen Personen nicht ernst genommen wurden, hat der Jharkhand High Court eine gerichtliche Untersuchung des Unfalles und der Bergeaktion angeordnet.
80 Tage nach dem Seilbahnunfall wurde von der Regionalregierung eine Kommission ausgesendet, um die Sicherheit der Seilbahn und eine mögliche Wiederinbetriebnahme zu prüfen.